# Nicolas Baldo
Pour les articles homonymes, voir Baldo.
Nicolas Baldo, né le 10 juin 1984 à Issoire, est un coureur cycliste français actif dans les années 2000 et 2010. Professionnel pendant onze ans, son palmarès comprend plusieurs victoires obtenues sur des courses inscrites au calendrier de l'Union Cycliste Internationale. Il est ainsi notamment vainqueur à deux reprises de Paris-Mantes-en-Yvelines, de l'An Post Rás et d'étapes sur des épreuves comme le Rhône-Alpes Isère Tour.

## Biographie

### Débuts cyclistes et carrière chez les amateurs
Natif d'Issoire, Nicolas Baldo commence le cyclisme à l'âge de 14 ans au VC Cournon d'Auvergne. Après quelques années en Auvergne, il s'installe au Cheylard et court pendant plusieurs années dans le club de cette commune située dans le département de l'Ardèche
. 
Avec cette équipe, il signe quelques performances intéressantes  en 2005. Il s'adjuge notamment le Prix du comité des fêtes à Largnac, celui de la fête de Paulhaguet, se succède à lui-même au palmarès de la montée de Berzet et gagne des épreuves cyclosportives comme l'Antonin Magne, la Pierre Chany dans les gorges de l'Allier (devant le futur professionnel Sébastien Fournet-Fayard) pour la deuxième année consécutive ou la Raphaël Géminiani,. Il se classe également second du Cabri Tour (derrière Fabrice Jeandesboz) et du Grand Prix de Cormoz, troisième du Circuit des Trois Provinces, cinquième de la douzième édition du Printemps d'Armorique et du Tour du Haut-Anjou. En fin de saison, il se fait remarquer grâce à ses talents de rouleur qui lui permettent de monter sur la troisième marche du podium lors du Chrono des Herbiers-Vendée espoirs.
En 2006, il s'adjuge l'Antonin Magne pour la seconde fois de sa carrière et une autre cyclosportive l'Étape Sanfloraine. Il gagne également la deuxième étape du Tour des Pays de Savoie ainsi que le classement général du Circuit des Trois Provinces où il s'offre le luxe de devancer les futurs coureurs professionnels Yoann Offredo, Guillaume Le Floch et Anthony Roux. Au second semestre, il termine également deuxième du Grand Prix d'Automne une course organisée par l'UA La Rochefoucauld, dixième du Chrono champenois et dix-septième du Grand Prix de Plouay amateurs.
L'année suivante, Nicolas Baldo change de club et s'engage avec le VC Lyon-Vaulx-en-Velin. Avec l'équipe de la banlieue lyonnaise il se classe troisième du prologue et sixième de la troisième étape du Tour d'Alsace (une course inscrite pour la première fois au calendrier de l’UCI Europe Tour), ce qui constitue probablement ses meilleurs résultats de la saison. Il obtient par ailleurs plusieurs accessits et termine par exemple, troisième des Boucles de Tronçais, vingt-quatrième de la Polymultipliée lyonnaise ou vingt-neuvième du championnat de France contre-la-montre.
En 2008, il rejoint la formation bretonne Super Sport 35-ACNC où il court avec Anthony Delaplace et le multiple champion de Bretagne de cyclo-cross Florian Le Corre. Sous ses nouvelles couleurs, il gagne une étape du Tour Nivernais Morvan et une du Cabri Tour (un contre-la-montre). Il remporte aussi le classement général de cette course devant Fabrice Jeandesboz. Toujours présent sur certaines épreuves cyclosportives, il s'adjuge la Pierre Chany en Auvergne pour la troisième fois de sa carrière. Il se classe également troisième du Circuit des Bruyères à Ballots, quatrième du championnat de Bretagne et dixième de la Ronde Mayennaise.

### Carrière professionnelle

#### 2009: les débuts avec Continental Differdange
Nicolas Baldo devient professionnel en 2009 dans l'équipe luxembourgeoise Continental Differdange. Pour ses premiers pas à ce niveau, il obtient quelques places d'honneur sur des courses à étapes au mois d'avril. Il se classe tout d'abord quatrième de l'étape contre-la montre de la Boucle de l'Artois puis huitième du Circuit des Ardennes international à trente-sept secondes du vainqueur Dimitri Champion quelques jours plus tard. Il remporte sa première victoire professionnelle en mai lors de la quatrième étape du Tour du Frioul-Vénétie julienne où il devance de quelques mètres les jeunes espoirs du cyclisme mondial Peter Sagan et John Degenkolb. En juin, il termine quatorzième de la Ronde de l'Oise. 
Ses qualités de rouleur lui permettent également de glaner quelques accessits au second semestre. Il s'adjuge ainsi la dixième place du Duo normand avec Sébastien Harbonnier, la seizième du Chrono champenois et la dix-neuvième du Chrono des Nations-Les Herbiers-Vendée en fin de saison. Toujours attiré par les épreuves cyclosportives il gagne l'Antonin Magne pour la troisième fois au mois de juillet.

#### 2010-2013: professionnel en Suisse avec Atlas Personal
Il rejoint la formation suisse Atlas Personal-BMC en 2010. Pour ses premiers pas sous ses nouvelles couleurs, il dispute plusieurs courses inscrites au calendrier de l'UCI Europe Tour en début d'année. Il participe notamment aux Boucles du Sud Ardèche-Souvenir Francis Delpech, au Grand Prix de Lillers-Souvenir Bruno Comini et à Paris-Troyes. Le 21 mars, il obtient  son premier résultat probant de la saison lors de la Roue Tourangelle où il se classe deuxième au sprint derrière son compatriote Yann Guyot. Une semaine plus tard, il s'adjuge le Grand Prix Crevoisier aux Genevez, une épreuve du calendrier national helvétique. Comme l'année précédente, il décroche quelques belles places d'honneur sur des courses à étapes en avril et en mai. Au mois d'avril, il brille au Circuit des Ardennes international où il termine sixième, cinquième puis troisième (contre-la-montre) des trois premières étapes de cette course. Retardé lors de la dernière étape, il parvient tout de même à finir sixième du classement général et remporte le classement par points de l'épreuve. Il gagne le quarante-cinquième Grand Prix de Lancy devant Pirmin Lang et Joël Frey une semaine plus tard. En mai, ses talents de rouleur lui permettent de s'octroyer la troisième place de l'étape contre-la-montre du Tour de Bretagne derrière Martijn Keizer et Johan Le Bon. Il est également cinquième de la dernière étape qui relie les communes d'Iffendic et Dinan. Le même mois, il monte sur la seconde marche du classement général final du Rhône-Alpes Isère Tour, une performance qui permet à la formation Atlas Personal-BMC de s'adjuger le classement par équipes de cette course. Il multiplie les accessits au second semestre et se classe notamment onzième de la Ronde pévéloise en juillet, quatorzième du Tour du Doubs, dixième du Chrono champenois et quinzième du Tour du Gévaudan en septembre. Il termine cent quatre-vingt-treizième du classement de UCI Europe Tour et coureur le mieux classé de son équipe en fin de saison. 
Au premier semestre 2011, il termine deuxième du Grand Prix de Lancy derrière son coéquipier Laurent Beuret et permet à son équipe de réaliser un joli doublé au classement final de cette course.
En 2012, trois ans après sa dernière victoire sur l'UCI Europe Tour, Nicolas Baldo remporte la sixième étape de l'An Post Rás ainsi que le classement général final de l'épreuve. Il gagne aussi la cyclosportive "Les Copains" au début du mois de juillet.
En 2013, il gagne la première étape du Rhône-Alpes Isère Tour, la soixante-huitième édition de la course Paris-Mantes-en-Yvelines et la Jean-François Bernard. Il termine également cinquième du Tour de Berne.

#### 2014-2015: l'expérience autrichienne chez Voralberg
À la suite de la disparition de l'équipe Atlas Personal-BMC, Nicolas Baldo s'engage avec la formation autrichienne Voralberg en 2014. Au printemps il gagne le Tour du Burgenland devant Daniel Auer et Martin Weiss. Il devient à cette occasion le premier coureur français à inscrire son nom au palmarès de cette course. En juillet, il remporte le classement de la montagne du Czech Cycling Tour et finit second de l'épreuve après avoir terminé troisième de deux étapes. Deux mois plus tard, il s'adjuge la quatrième place et le prix de la combativité du Tour du Jura,.
Toujours membre de l'équipe continentale Voralberg en 2015, il remporte une nouvelle fois la course Paris-Mantes-en-Yvelines devant Erwann Corbel et Romain Barroso. Il s'adjuge également plusieurs places d'honneur au cours de cette saison et se classe notamment huitième du Grand Prix des Marbriers et troisième de la dernière étape du Rhône-Alpes Isère Tour.

#### 2016: une aventure avortée avec l'équipe Roth
En fin de saison, il est recruté par l'équipe continentale professionnelle suisse Roth. Il s'agit, à plus de trente ans, de sa première expérience à ce niveau,. Lors de sa dernière course de la saison, il prend la vingt-cinquième place du Chrono des Nations.

#### 2017-2019: fin de carrière chez Auber 93

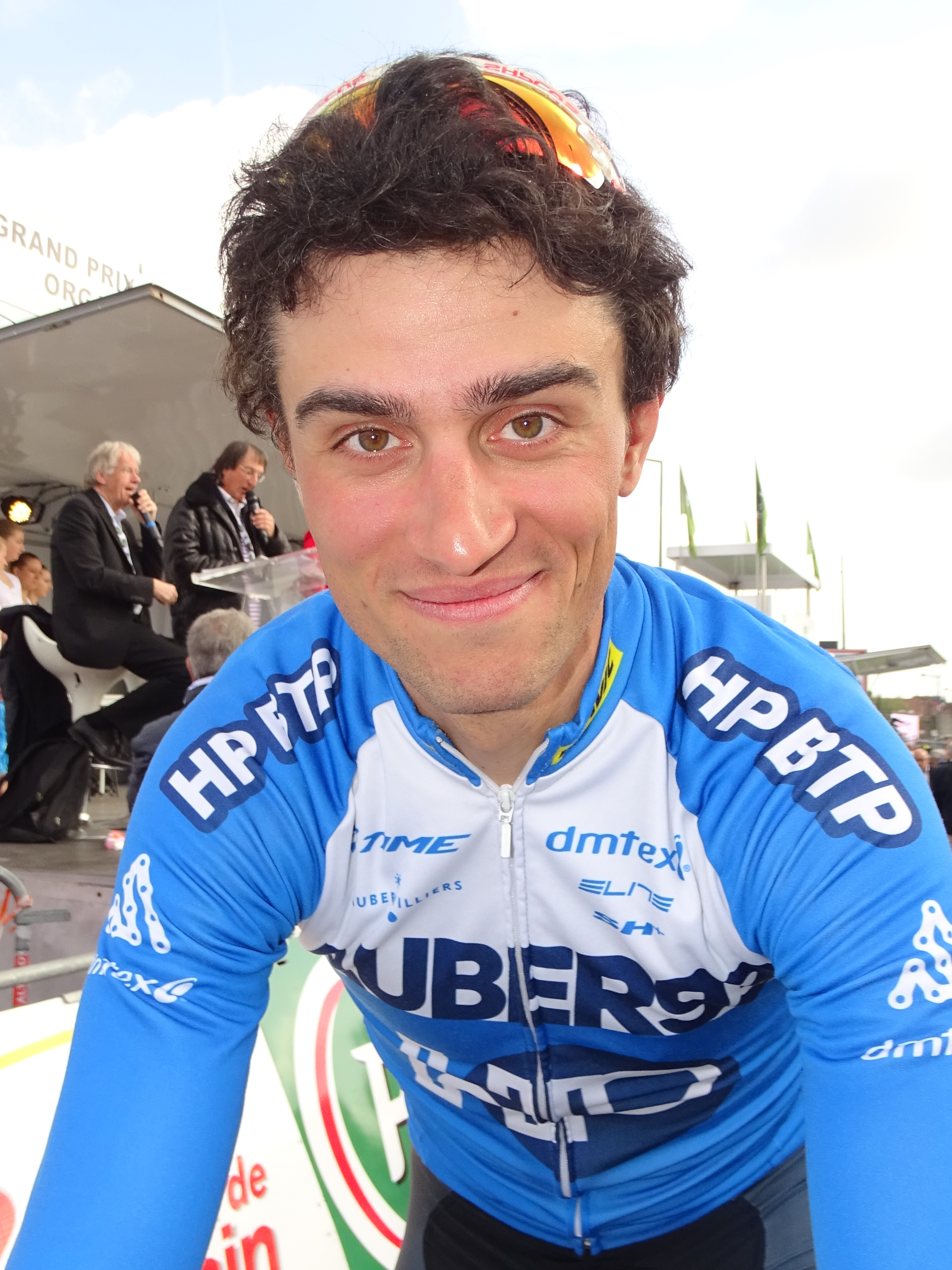
N Baldo au Grand Prix de Denain 2017

Pour la saison 2017, il rejoint, à trente-deux ans, sa première équipe professionnelle française, HP BTP-Auber 93,. Cette signature lui offre la possibilité de courir un plus grand nombre de courses hexagonales que les années précédentes. Il se signale par plusieurs échappées au premier semestre mais joue aussi un rôle d'équipier apprécié au sein de sa nouvelle formation. C'est notamment le cas au Tour de Bretagne que remporte son coéquipier Flavien Dassonville. Il obtient ses meilleurs résultats en fin de la saison où il se classe quatrième du Grand Prix d'Isbergueset vingt-cinquième du Chrono des Nations.
En 2019, le programme de Nicolas Baldo est presque uniquement basé sur des courses disputées sur le territoire français. Au premier semestre, il commence sa saison au Grand Prix La Marseillaise et participe par la suite à différentes manches de la coupe de France de cyclisme sur route comme la Route Adélie de Vitré, le Tour du Finistère ou le Grand Prix de Plumelec-Morbihan. Il prend également part à plusieurs courses à étapes dont les Quatre Jours de Dunkerque, le Circuit de la Sarthe et la Route d'Occitanie . S'il se signale à l'occasion par quelques échappées, il joue essentiellement un rôle d'équipier ou de capitaine de route sur ces épreuves. Fin juin il est au départ des Championnats de France de cyclisme sur route où il se classe trente-septième du contre-la-montre et quatre-vingtième de la course de la course en ligne. Au cours de la deuxième moitié de l'année, il prend part à la Classique d'Ordizia et au Tour Alsace qu'il ne termine pas. Il s'illustre, par contre, sur les routes du Tour du Limousin-Nouvelle-Aquitaine. Auteur d'une longue échappée lors de la première étape, il s'empare du maillot de meilleur grimpeur et de celui de coureur le plus combatif de cette course,. Il cède ses deux tuniques à son coéquipier Morne van Niekerk le lendemain. Il participe à différentes compétitions à la suite de cette course à étapes sans y engranger de résultats notables. Il est ainsi engagé par son équipe au Grand Prix de Fourmies et au Tour du Doubs au mois de septembre. Il est également présent au départ de la semi-classique française Paris-Bourges et prend part une dernière fois à Paris-Tours au mois d'octobre. Il met un terme à sa carrière à l'issue du Chrono des Nations-Les Herbiers-Vendée, une de ses épreuves fétiches, qu'il termine en vingtième position.

### Vie privée
En sus de sa carrière de coureur cycliste professionnel, Nicolas Baldo est également copropriétaire de la société de transports NGR Solutions et ingénieur agronome.

## Palmarès
| - 2004 - Montée de Berzet - 2005 - Montée de Berzet - 2e du Cabri Tour - 3e du Circuit des Trois Provinces - 3e du Chrono des Herbiers espoirs - 2006 - Circuit des Trois Provinces : - Classement général - 2e étape - 2e étape du Tour des Pays de Savoie - 2e du Prix d'Automne de La Rochefoucauld - 2007 - 3e des Boucles de Tronçais - 2008 - 4e étape du Tour Nivernais Morvan - Cabri Tour : - Classement général - 2e étape (contre-la-montre) | - 2009 - 4e étape du Tour du Frioul-Vénétie julienne - 2010 - 2e de la Roue tourangelle - 2e du Rhône-Alpes Isère Tour - 2011 - 3e de l'Étape du Tour - 2012 - An Post Rás : - Classement général - 6e étape - 2013 - Paris-Mantes-en-Yvelines - 1re étape du Rhône-Alpes Isère Tour - 2014 - Tour du Burgenland - 2e du Czech Cycling Tour - 2015 - Paris-Mantes-en-Yvelines |  |

## Classements mondiaux
| Année           | 2009 | 2010 | 2011 | 2012 | 2013 | 2014 | 2015  | 2016 | 2017 |
| --------------- | ---- | ---- | ---- | ---- | ---- | ---- | ----- | ---- | ---- |
| UCI Europe Tour | 818e | 193e | 660e | 247e | 124e | 249e | 1688e | 287e | 600e |